# Mons Penck

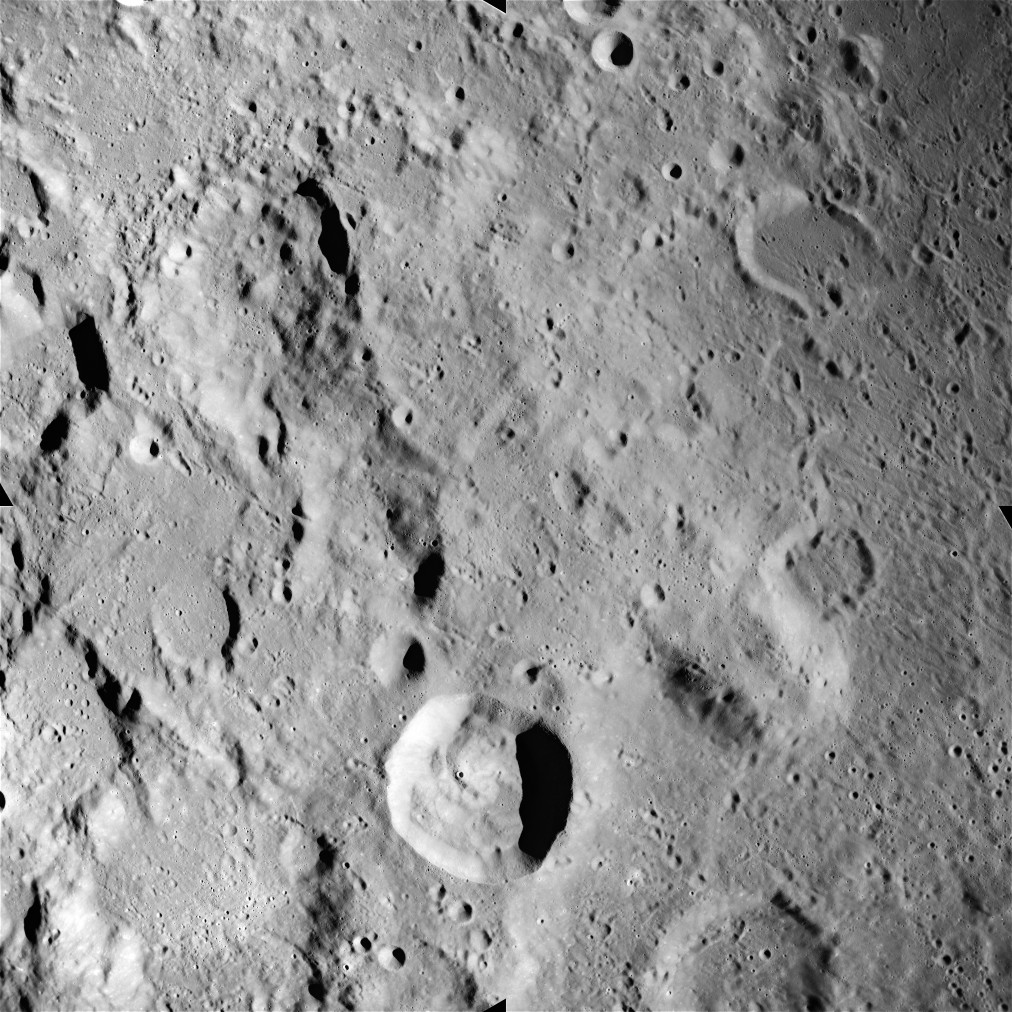
Masiv Mons Penck se nachází u pravého okraje těsně pod středem, výrazný kráter dole uprostřed je Kant.

Mons Penck je horský masiv nacházející se na západním okraji Sinus Asperitatis (Záliv drsnosti) na přivrácené straně Měsíce. Leží na ploše o průměru cca 30 km a je vysoký přibližně 4 000 m, střední selenografické souřadnice jsou 10,0° J a 21,7° V.
Západo-jihozápadně od masivu leží kráter Kant, jižně kráter Ibn-Rushd a jihovýchodně dvojice velkých kráterů Theophilus a Cyrillus.

## Název
Horský masiv je pojmenován podle německého geografa Albrechta Pencka.